# رابرت ای. گودین
رابرت ای. گودین (انگلیسی: Robert E. Goodin؛ زادهٔ ۳۰ نوامبر ۱۹۵۰) فیلسوف، و کارشناس سیاسی اهل ایالات متحده آمریکا است.